# 安娜贝尔·萨瑟兰
安娜贝尔·萨瑟兰（英語：Annabel Sutherland，2001年10月12日—），生于维多利亚州，澳大利亚女子板球运动员。她曾代表澳大利亚国家队参加2022年英联邦运动会板球比赛，获得一枚金牌。